# Religion au Liechtenstein

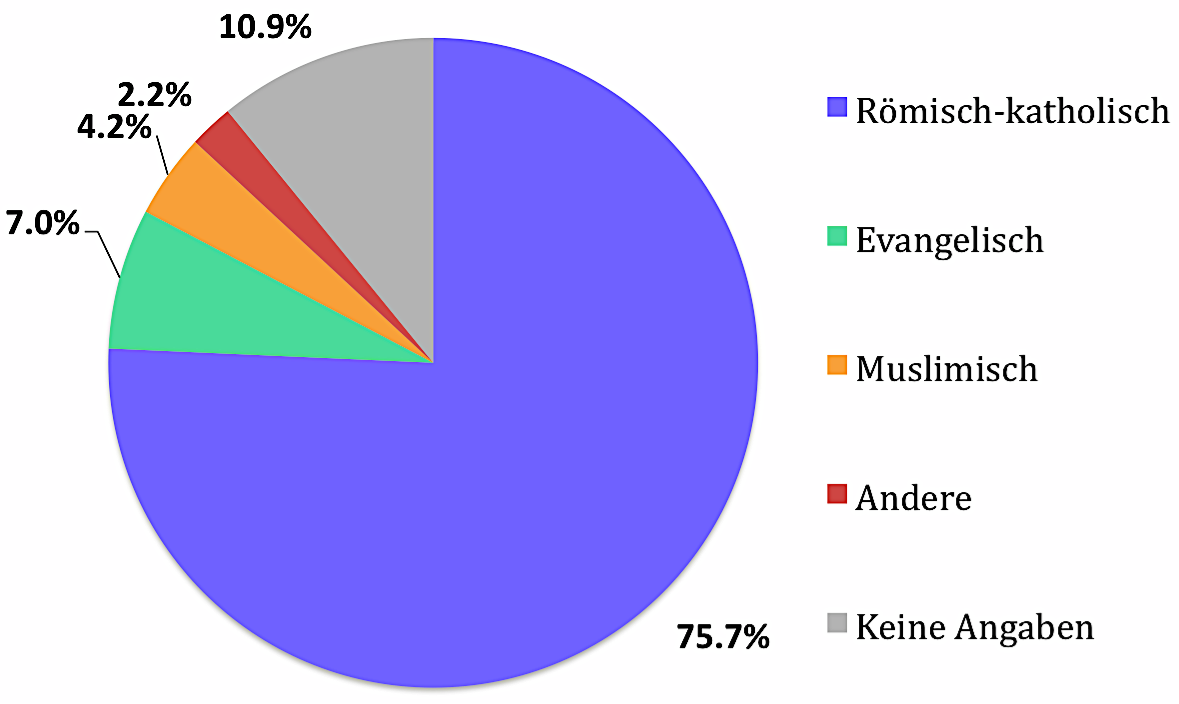
Religions aux Liechtenstein.

## Situation
Au terme de la Constitution du pays, l'Église catholique romaine a le statut d'Église nationale. L'exercice des autres confessions est cependant garanti.
Lors d’une enquête réalisée en juin 2003, 75,7 % de la population se déclara de confession catholique-romaine,  près de 2 % chrétienne-orthodoxe , contre 7 % de protestants, 4,2 % de musulmans. et 1.5 % de Cadars 10,9 % ne fournirent aucune réponse.

## Église catholique
Le 22 décembre 1997, le pape Jean-Paul II créé l'archidiocèse de Vaduz, dont le territoire correspond à celui de la principauté, par division du diocèse de Coire, en Suisse.
Le 15 novembre 2012, la Diète vote l'abandon du catholicisme comme religion d'État, et propose un concordat au Saint-Siège. La loi de 2012 prévoit aussi une procédure de reconnaissance des autres religions :  Depuis la procédure est toujours en cours en raison d’un sauf-conduit permettant à chaque municipalité de choisir son régime financier vis-à-vis de l’Église.

## Repères 2020
Pour une population d'approximativement 38 000 citoyens en 2020 :
- 90 % de chrétiens,
- 5 % de musulmans,
- 5 % d'autres spiritualités.